# Doran (Minnesota)
Pour les articles homonymes, voir Doran.
Doran est une ville américaine située dans le comté de Wilkin, dans le Minnesota. Selon le recensement de 2020, sa population est de 36 habitants.